# Giải bóng đá vô địch quốc gia Quần đảo Cook 2008
Giải bóng đá vô địch quốc gia Quần đảo Cook 2008 là mùa giải thứ 35 được ghi nhận của giải đấu bóng đá cao nhất ở Quần đảo Cook, với việc không rõ kết quả ở các mùa giải từ 1951 đến 1969, mùa giải 1986 và cả 1988–1990. Nikao Sokattak giành chức vô địch thứ 5 được ghi nhận.